# ルノー・16
ルノー・16(Renault 16/R16)は、フランスのルノーが製造・販売していた自動車である。

## 概要
前輪駆動の中型ファミリーカーで、当時としては珍しい5ドアハッチバックスタイルで登場した。卓越した居住性と多用途性が評価され、1966年にはヨーロッパ・カー・オブ・ザ・イヤーを受賞している。総生産台数は1,845,959台。

### 変遷
- 1964年8月 - 最初の写真が発表される。
  - 12月2日 - 生産第一号車がラインオフ。
- 1965年1月5日 - コート・ダジュールで記者発表会。
  - 4月 - 市販開始。GL（Grand Luxe ）とシュペール（Super ）の2モデル。1,470cc55馬力。
- 1967年モデルよりヒーター・ベンチレーターが改良を受けた。チョークが自動式になった。
- 1968年モデルで16TSが追加される。1,565ccツインバレルキャブ85馬力エンジン（ロータス・ヨーロッパやアルピーヌ・A110にも用いられた）、計器盤にタコメーターや水温計を備え、2スピードワイパー、後窓デフロスター、読書灯などが追加装備され、パワーウインドウもオプションで装備できた。
- 1969年モデルではTS以外のホイール・ブレーキがTSと共通化された。TSのテールランプには後退灯が追加された（他モデルではオプション）。またオートマチックの16TAが追加された。装備はシュペールとTSの中間レベル。
- 1970年 - 前席シートベルトが全車に標準化された。
- 1971年 - マイナーチェンジを受け、新しいテールライトが与えられ、GLとシュペールはそれぞれL・TLと改称され、排気量が1,565ccに拡張された。 TAは廃止されオートマチックは各車種のオプション装備となった。
- 1973年 - パリサロンでトップモデル16TXが追加される。エンジンはTSをベースに1647ccに拡張され、5速マニュアルギアボックス、角型4灯式ヘッドライト、ゴルディーニ型ホイール、リアスポイラー、リアワイパー、合わせガラス、自動巻取式シートベルト、パワーウインドウ、セントラルドアロック、そしてオプションでエアコンが装着可能であった。
- 1974年モデルよりTX同様、他モデルもフロントグリルがアルミ製から黒のプラスティック製に変更された。
- 1976年 - オートマチックはTLのみに選択可能となる。この年後継車ルノー・20が登場したが、人気は伸び悩んだ。
- 1977年 - LとTSが中止され、TLとTXに絞られた。
- 1978年 - 後退灯がようやく全車種に標準装備となった。
- 1979年 - 後席3点式シートベルトが全車種に標準装備となった。
- 1980年1月 - 生産終了。

### 日本への輸入
日本では1965年暮れの外車ショー「東京オートショー」で16GLが発表され、フランス系貿易商社のタバカレラ・インターナショナルによって販売が開始された。実際の販売・サービスは日本交通 (東京都)系の日英自動車などの販売代理店が担当した。その後、輸入代理店は三井物産機械輸入部に変更となり、日本の厳しい安全・公害基準をパスできなくなった1973年頃までTSが輸入された。自動車評論家・大川悠はカーグラフィックの編集部員だった1970年後半、16GLと16TSの中古車を2台乗り継ぎ、パーツ供給難に苦労しながらもそのシート、多用途性、乗り心地を絶賛した。

## 車名
フランス語では「16」を「セーズ」(仏: seize)と読む。